# Van-’t-hoffsches Gesetz
Das van-’t-hoffsche Gesetz, van-’t-Hoff’sche Gesetz oder Van-’t-Hoff-Gesetz (nach Jacobus Henricus van ’t Hoff) beschreibt den Zusammenhang zwischen osmotischem Druck, osmotischer Konzentration {\displaystyle c={\frac {n}{V}}} und Temperatur für verdünnte Lösungen:
{\displaystyle \Pi =z\cdot {\frac {n}{V}}\cdot R\cdot T=z\cdot c\cdot R\cdot T.}
Dabei ist
- z Anzahl der Teilchen, in die das Salz dissoziiert
- Π der osmotische Druck
- n die Stoffmenge
- V das Volumen der Lösung
- R die Universelle Gaskonstante und
- T die Temperatur in Kelvin